# Amalosia jacovae
Amalosia jacovae (димчастий гекон) — вид геконоподібних ящірок родини диплодактилідів (Diplodactylidae). Ендемік Австралії. Вид названий на честь австралійської герпетологині Жанетт Ковачевіч.

## Поширення й екологія
Димчасті гекони мешкають на південному сході Квінсленду (від Ворика на північ до Національного парку Кромбіт-Топс, зокрема на острові К'Гарі та в околицях Брисбена), а також на північному сході Нового Південного Уельсу (на південь до Графтона). Вони живуть у вологих і сухих склерофільних лісах, на пустищах, серед скель, трапляються поблизу людських поселень. Ведуть переважно деревний спосіб життя. Відкладають яйця.